# Wenezuela na Letnich Igrzyskach Olimpijskich 1968
Wenezuelę na Letnich Igrzyskach Olimpijskich 1968 reprezentowało 23 zawodników, wyłącznie mężczyzn. Reprezentanci Wenezueli zdobyli 1 złoty medal olimpijski, pierwszy (i do tej pory jedyny) w historii startów na igrzyskach.

## Zdobyte medale
| Medal | Zawodnik            | Dyscyplina sportowa | Konkurencja               |
| ----- | ------------------- | ------------------- | ------------------------- |
| Złoto | Francisco Rodríguez | Boks                | waga papierowa (do 48 kg) |

## Skład kadry

### Boks
Mężczyźni
- Francisco Rodríguez

waga papierowa, do 48 kg, zdobył złoty medal (pokonał kolejno: Rafaela Carbonella z Kuby, Hatha Karunaratne ze Sri Lanki, Harlana Marbley'a z USA i Jee Yong-ju z Korei Południowej)
- Félix Márquez

waga musza, do 51 kg (odpadł w 1 rundzie; przegrał z Nikołajem Nowikowem z ZSRR)
- Armando Mendoza

waga lekka, do 60 kg (odpadł w 3 rundzie; wygrał z Ramónem Puello z Dominikany i przegrał z Mohamedem Muruli z Ugandy)
- Nelson Ruiz

waga lekkopółśrednia, do 63,5 kg (odpadł w 3 rundzie; wygrał z Niyomem Prasertsomem z Tajlandii i przegrał z Kimem Sa-yongiem z Korei Południowej)

### Lekkoatletyka
Mężczyźni
- Horacio Esteves

bieg na 100 metrów (odpadł w eliminacjach)
- Manuel Planchart

bieg na 100 metrów (odpadł w eliminacjach)
- José Jacinto Hidalgo

bieg na 400 metrów (odpadł w eliminacjach)
- Víctor Maldonado

bieg na 400 metrów przez płotki (odpadł w półfinale)
- Víctor Patíñez, Raúl Dome, Víctor Maldonado, José Jacinto Hidalgo

sztafeta 4 × 400 metrów (odpadła w eliminacjach)

### Strzelectwo
- Edgar Espinoza

pistolet dowolny 50 m (zajął 37. miejsce)
- Juan Llabot

karabinek małokalibrowy 3 postawy 50 m (zajął 52. miejsce)
- Enrico Forcella

karabinek małokalibrowy leżąc 50 m (zajął 44. miejsce)
- Boris Loginow

karabinek małokalibrowy leżąc 50 m (zajął 55. miejsce)
- Ivo Orlandi

trap (zajął 32. miejsce)

### Szermierka
Mężczyźni
- Silvio Fernández

floret indywidualnie (odpadł w 1 rundzie eliminacji)
szpada indywidualnie (odpadł w 2 rundzie eliminacji)
- Félix Piñero

floret indywidualnie (odpadł w 1 rundzie eliminacji)
szpada indywidualnie (odpadł w 1 rundzie eliminacji)
- Freddy Salazar

floret indywidualnie (odpadł w 1 rundzie eliminacji)
- Silvio Fernández, Luis García, Félix Piñero, Freddy Salazar

floret drużynowo (odpadli w eliminacjach)

### Żeglarstwo
- Karsten Boysen

klasa Finn (zajął 30. miejsce)
- Daniel Trujillo, Frohmund Burger, Hervé Roche

klasa Dragon (zajęli 22. miejsce)